# Palacio de Arias Corvelle (Salamanca)
El palacio de Arias Corvelle es una casa-palacio de Salamanca del siglo XV. Tiene fachada esgrafiada del XVI muy similar a la del Palacio de San Boal, en la misma plaza.
El Palacio de Arias Corvelle o de Arias Corbeille se construyó en 1470, conjuntamente con el de San Boal, del que posteriormente se separó. En su fachada se pueden contemplar fragmentos de su fábrica inicial, ya que ha sufrido importantes modificaciones a través de los siglos. Al siglo XVI se debe el magnífico patio de dos plantas, con arcos de medio punto y los medallones más hermosos de la ciudad. Su magnífica escalera recuerda a la de la Universidad de Salamanca, destacando, asimismo, en el edificio los balcones y el esgrafiado exterior.
Fue Escuela de Comercio (1953) y posteriormente facultad de empresariales. Desde 1999 Centro Cultural Hispano-Japonés de la Universidad de Salamanca.